# Toad (Marvel Comics)
Toad, il cui vero nome è Mortimer Toynbee, è un personaggio immaginario dei fumetti creato da Stan Lee (testi) e Jack Kirby (disegni), pubblicato dalla Marvel Comics. È stato un membro fondatore della prima Confraternita dei mutanti malvagi.

## Biografia del personaggio
Toad nasce a York, nel Regno Unito, dove viene abbandonato dai genitori per via del suo aspetto deforme, e cresce in un orfanotrofio. A causa del suo aspetto e del suo debole carattere viene emarginato per tutta la sua giovinezza sviluppando un forte senso di inferiorità, ma anche una propensione a legarsi a chiunque gli mostri un briciolo di considerazione.
Questo accade quando incontra Magneto che lo recluta nella sua formazione mutante. Al servizio del signore del magnetismo Toad comincia a comportarsi in maniera estremamente servile e ossequiosa, credendo di meritarsi così il rispetto del suo leader. Anche per questo i suoi rapporti con gli altri membri della confraternita non sono buoni, eccezion fatta per Scarlet, verso la quale manifesta un certo interesse affettivo.
Ad ogni modo condivide tutte le prime esperienze della confraternita scontrandosi numerose volte con gli X-Men e venendo sempre sconfitto. Fu catturato insieme a Magneto dallo Straniero, ma riesce a liberarsi insieme al suo leader mutante. In questo periodo Magneto cominciò a comportarsi in maniera sempre più vessatoria nei confronti di Toad che alla fine lo abbandona nel bel mezzo di una battaglia contro i Vendicatori, causandone apparentemente la morte.
A questo punto Toad forma una nuova confraternita che include anche Pyro, Blob, Valanga e Sauron, ma anche questa volta viene ripetutamente sconfitto dagli X-Men.
Anni più tardi viene a sapere che la sua mutazione fu dovuta agli esperimenti nucleari di Alamogordo e che la sua struttura genetica è ancora instabile. Per questo utilizza la grande tecnologia dello Straniero completando finalmente la sua mutazione. Acquisisce così una fisionomia meno repellente ma anche un'estensione dei suoi poteri, diventando di fatto più potente.

### Jean Grey School
Toad verrà assunto come bidello alla Jean Grey School diretta da Wolverine. Qui avrà una storia d'amore con Husk, che però cadrà quando lei inizierà a mostrare segni di schizofrenia.
Però, quando lei si unirà alla Hellfire Academy anche lui tradirà gli X-Men, ma poi si pentirà e sarà di grande aiuto nel salvataggio degli studenti. Nonostante ciò verrà licenziato.
Allora decide di aiutare Max Frankenstein, un ex membro del Club Infernale, a fuggire dalla scuola, dove era tenuto in custodia.

## Versione Ultimate
Nell'universo Ultimate Toad era uno dei dirigenti della Confraternita dei Mutanti, ma di recente ha aderito agli X-Men guidati da Ciclope. Ha un aspetto molto diverso da quello dell'universo canonico, ma sostanzialmente gli stessi superpoteri.

## Poteri e abilità
Nelle sue prime apparizioni il potere di Toad si incentrava unicamente sulla sua abilità di compiere balzi di gran lunga superiori a quelli di un comune essere umano e sulla sua agilità e i suoi riflessi supersviluppati. A causa della sua natura mutante, inoltre, sin da piccolo presentava un aspetto ripugnante (che variava di storia in storia, a seconda dell'autore), che lo fece diventare una sorta di emarginato e sociopatico.
Tuttavia da quando, grazie alle apparecchiature dello Straniero, ha completato la sua mutazione ancora non definitiva, ha acquistato una lingua prensile incredibilmente lunga e forte, con la quale può afferrare anche grandi oggetti e persone, incrementando così il suo potere offensivo. Ha inoltre aumentato ulteriormente le capacità fisiche che già possedeva, arrivando adesso a poter perfino aderire su muri e pareti verticali. Dopo il potenziamento possiede anche una saliva viscosa, che crea irritazione e che sputa contro gli avversari per negarne la vista.

## Altri media

### Cinema
Nella serie di film X-Men, Toad è interpretato da Ray Park da adulto e da Evan Jonigkeit da giovane. Compare in X-Men (2000) e X-Men - Giorni di un futuro passato (2014). Ricompare nel trentaquattresimo film del Marvel Cinematic Universe, Deadpool & Wolverine (2024), interpretato da Daniel Medina Ramos.

### Televisione
- L'Uomo Ragno
- L'audacia degli X-Men
- Insuperabili X-Men
- X-Men: Evolution; qui il personaggio si chiama Todd Tolansky ed è innamorato di Scarlet.
- Wolverine e gli X-Men
- Super Hero Squad Show
- Marvel Super Heroes: What the--?!
- Ultimate Spider-Man; qui Toad appare in un flashback e viene menzionato in alcuni episodi.

### Videogiochi
- X-Men: Madness in Murderworld
- X-Men: Mutant Academy
- X-Men: Mutant Academy 2
- X-Men: Next Dimension
- X-Men Legends
- X-Men Legends II: L'Era di Apocalisse
- Marvel vs. Capcom 3: Fate of Two Worlds
- X-Men: Destiny
- Marvel: Avengers Alliance
- LEGO Marvel Super Heroes
- Marvel Heroes
- Marvel: Sfida dei Campioni
- Marvel Strike Force
- Marvel Duel